# Weyerhaeuser
Weyerhaeuser Company er en amerikansk skovindustri- og skovbrugskoncern, der ejer ca. 50.000 kvadratkilometer skov i USA og som driver yderligere 57.000 kvadratkilometer skov på licens i Canada. De fremstiller også forskellige produkter af træ. De har hovedkvarter i Seattle, Washington.
I 1904 flyttede Frederick Weyerhäuser og andre fra området ved Missisippi-floden mod vest og etablerede Weyerhäuser Timber Company.